# Еварист Анджей Куропатніцький
Еварист Анджей Куропатніцький гербу Нечуя (пол. Ewaryst Andrzej Kuropatnicki; 26 жовтня 1734, Обровець коло Грубешова — 21 лютого 1788, Тарновець) — польський шляхтич, урядник, буський, потім белзький каштелян, австрійський граф, аматор географ і геральдист, бібліофіл.

## Життєпис
Був третім сином бецького каштеляна Юзефа Куропатніцького (пом. 2.1.1742) та його другої дружини Терези Зузанни з Курдвановських (1-voto Ціховської, пом. 17.9.1759).
На його погляди мало вплив сусідство з братом короля С. А. Понятовського Казімежем.
1753 року був комісаром скарбового трибуналу в Радомі. Маршалок Белзького сеймику 1755, депутат коронних трибуналів (Пйотркув 1762, Люблін 1763). Посол від Белзького воєводства на виборний сейм 1764. 21 жовтня 1764 року отримав новоутворену посаду буського каштеляна («менша каштелянія»), 3 жовтня 1766 — белзького каштеляна. 5 червня 1767 року в Тарновці примусово підписав Радомську конфедерацію. Під час Барської конфедерації обережно симпатизував противникам короля (ймовірно, задля збереження власних маєтностей від значних реквізицій конфедератами).
Близько 1770 року придбав в єзуїтів Коросна значну частину бібліотеки їхнього монастиря. Надавав кошти для відновлення та будівництва костелів (Тарновець (1767), Ліпінки (1782)), церкви у Розділлю (1786). Його двір у Тарновці — важливий осередок культурного життя Галичини, де відбувались зустрічі, театральні вистави.
Одним із першим звернувся до австрійської влади визнати його графський титул 1775 року, що отримав 10.3.1779. 1781 року склав повноваження каштеляна. З 1782 року став почесним членом Краківської та Замостської академій.
Помер після короткочасної хвороби, був похований у парафіяльному костелі в Тарновці.

### Твори
- «Wiadomość o kleynocie szlacheckim oraz herbach domów szlacheckich w Koronie Polskiey i Wielkim Xięstwie Litewskim», E.A. Hr. Kuropatnicki, Warszawa, 1789 r. (пол.)

### Нагороди
8 травня 1767 року король вручив йому орден св. Станіслава, а 1778 — орден Білого Орла.

### Сім'я
Дружина — Катажина Лентовська гербу Огоньчик (1732-13.10.1797), дочка краківського підкоморія та великорадці Станіслава Лентовського, одруженого з представницею магнатського роду Йорданів. 25 січня 1756 року уклали шлюб, завдяки якому він зміг тісніше контактувати з Йорданами, Морштинами, Любомирськими. Діти:
- Аґата Констанція (5.2.1757-12.9.1803),
- троє дітей не дожили до повноліття,
- Юзеф Ксаверій (19.3.1766-12.8.1832) — наймолодша дитина, член Галицького станового сейму.